# Liste der Monuments historiques in Mortcerf
Die Liste der Monuments historiques in Mortcerf führt die Monuments historiques in der französischen Gemeinde Mortcerf auf.

## Liste der Bauwerke
| Bezeichnung | Beschreibung                 | Standort                  | Kennzeichnung | Schutzstatus | Datum | Bild           |
| ----------- | ---------------------------- | ------------------------- | ------------- | ------------ | ----- | -------------- |
| Obelisk     | Errichtet im 18. Jahrhundert | Route nationale 36 (Lage) | PA00087151    | Classé       | 1921  | weitere Bilder |

## Liste der Objekte
Zum Verständnis siehe: Kirchenausstattung
- Monuments historiques (Objekte) in Mortcerf in der Base Palissy des französischen Kultusministeriums